# Саранінський Завод
Сарані́нський Заво́д (рос. Саранинский Завод) — селище у складі Красноуфімського міського округу (Натальїнськ) Свердловської області.
Населення — 40 осіб (2010, 78 у 2002).
Національний склад станом на 2002 рік: росіяни — 93 %.